# Litouwse Democratische Arbeiderspartij
De Litouwse Democratische Arbeiderspartij (Litouws: Lietuvos Demokratinė Darbo Partija (LDDP)) was een sociaaldemocratische partij in Litouwen die is voortgekomen uit de Litouwse afdeling van de Communistische Partij van de Sovjet-Unie.

## Geschiedenis
In de Litouwse Socialistische Sovjetrepubliek was slechts één partij toegestaan, de Litouwse Communistische Partij, die onderdeel was van de Communistische Partij van de Sovjet-Unie (CPSU). Op 7 december 1989 werd deze partijmonopolie uit de wet geschrapt. Partijleider Algirdas Brazauskas streefde naar meer onafhankelijkheid. Op het twintigste partijcongres op 19 en 20 december 1989 scheidde de Litouwse partij zich af van de CPSU, met 855 stemmen vóór en 160 stemmen tegen de afscheiding.
Een aantal tegenstemmers zette onder leiding van Mykolas Burokevičius een romppartij voort in 1990 en 1991. Brazauskas wijzigde daarom de naam van zijn partij in Lietuvos Demokratinė Darbo Partija (LDDP), de Litouwse Democratische Arbeiderspartij. In maart 1990 werd Litouwen onafhankelijk. De LDDP won in oktober en november 1992 de eerste parlementsverkiezingen. De Seimas, het Litouwse parlement, benoemde Brazauskas als waarnemend president. Hij werd als partijleider opgevolgd door premier Adolfas Šleževičius. In de eerste ronde van de presidentsverkiezingen in februari 1993 haalde Brazauskas 61,1% van de stemmen.
Šleževičius raakte in 1995 betrokken in een schandaal. De Litouwse overheid moest in december 1994 ingrijpen bij twee grote banken. Een maand later werd bekend dat Šleževičius zijn rekeningen had leeggehaald enkele dagen voordat de overheid de werkzaamheden van de banken opschortte. De Seimas zette hem vervolgens af. Hij werd toen als leider van de LDDP vervangen door Česlovas Juršėnas. De LDDP verloor de eerstvolgende parlementsverkiezingen in 1996.
De LDDP ging in juli 2001 op in de Litouwse Sociaaldemocratische Partij (LSDP).

## Partijvoorzitters
- Algirdas Brazauskas (1990-1993)
- Adolfas Šleževičius (1993-1996)
- Česlovas Juršėnas (1996-2001)